# NGC 3491
NGC 3491 est une galaxie lenticulaire située dans la constellation du Lion. NGC 3491 a été découverte par l'astronome germano-britannique William Herschel en 1784.

## Caractéristiques

### Distance
Sa vitesse par rapport au fond diffus cosmologique est de 6 701 ± 25 km/s, ce qui correspond à une distance de Hubble de 98,8 ± 6,9 Mpc (∼322 millions d'al).
À ce jour, deux mesures non basées sur le décalage vers le rouge (redshift) donnent une distance de 97,600 ± 11,879 Mpc (∼318 millions d'al), ce qui est à l'intérieur des valeurs de la distance de Hubble.

### Radiogalaxie
Selon la base de données Simbad, NGC 3491 est une radiogalaxie.